# Skydrol
 (juin 2015).
Si vous disposez d'ouvrages ou d'articles de référence ou si vous connaissez des sites web de qualité traitant du thème abordé ici, merci de compléter l'article en donnant les références utiles à sa vérifiabilité et en les liant à la section « Notes et références ».
Le Skydrol est un liquide hydraulique résistant au feu (point d'auto-inflammation supérieur à 500 °C)  utilisé dans l'aéronautique, créé en 1948 par Douglas Aircraft et Monsanto. De nombreuses gammes de Skydrol ont été développées, depuis le Skydrol 7000 jusqu'aux Skydrol 500B-4, Skydrol LD-4 et Skydrol 5.

## Description
Le Skydrol est un fluide appartenant à la famille des esters phosphatés résistant au feu et anti-corrosion. Il comprend un colorant violet ou vert pour faciliter son identification. Il a été approuvé par la plupart des constructeurs aéronautiques, notamment Airbus et Boeing, et est utilisé depuis plus de quarante ans. Le Skydrol contient une petite quantité de polluant perfluorooctane, qui n'est pas inscrite sur la fiche signalétique[réf. nécessaire]. Le Skydrol a une durée de vie de dix ans à compter de la date de fabrication.
L'un des principaux intérêts, outre le fait qu'il soit ininflammable (point d'auto-inflammation élevé), est que sa viscosité varie beaucoup moins qu'une huile hydraulique « classique », une qualité essentielle quand l'avion est à haute altitude. Cependant, le Skydrol est nocif pour les élastomères utilisés en aviation et a nécessité la création de nouveaux joints.

## Précautions
Les fluides Skydrol sont irritants pour les tissus humains. Des gants et des lunettes de protection sont recommandés lors de l'entretien des systèmes nécessitant du Skydrol. Le contact de la peau avec le liquide hydraulique entraîne une éruption cutanée, des démangeaisons, des rougeurs, ainsi qu'une sensation de brûlure semblable à un coup de soleil.

## Remarque
Le nom de Skydrol est couramment utilisé dans le milieu aéronautique pour désigner le fluide correspondant à la norme NSA307110. Son concurrent est l'HyJet Hydraulic Fluid d'ExxonMobil approuvé par Airbus et Boeing.